# Heliocheilus toralis
Heliocheilus toralis là một loài bướm đêm thuộc họ Noctuidae. Nó được tìm thấy ở Bắc Mỹ, bao gồm Arizona và Texas.
Sải cánh dài 23–25 mm.